# Johann Ignaz Stranensky
Johann Ignaz Stranensky was een Zweeds componist, dirigent en klarinettist.
Over de componist Stranensky is niet veel bekend. Hij was dirigent van de Zweedse live-garde regiment van 1792 tot 1805. Verder werkte hij als (bas)klarinettist in de hofkapel in Stockholm. Zijn eerste optreden als klarinettist was in 1790 in en blaaskwintet. Zoals vele andere instrumentalisten in de 18e eeuw speelde hij meerdere instrumenten, wat hem voor het meespelen in de hofkapel waardevoller maakte. Het is bekend, dat hij in 1792 en 1793 ook soleerde op (glas)harmonica met hoornbegeleiding. Het is niet bekend, of het een eigen compositie was.
Hij schreef in 1808 een tot nu vooral in Scandinavië gebruikelijke Ernst von Vegesacks Marsch. Verder schreef hij een dubbelconcert voor klarinet en fagot wat in 1794 in het Zweedse Tukholma onder andere met de componist uitgevoerd werd. Ook een Parthia in F, voor 2 hobo's, 2 klarinetten, 2 fagotten en 2 hoorns is bekend van deze componist. Voor dezelfde bezetting bestaat er Symphonies in Es majeur in vier delen.